# Debut Tour
Il Debut Tour è stata la prima tournée della cantante islandese Björk, incentrata sul suo primo album in studio Debut.
Il tour è partito da Londra il 19 agosto 1993 e si è concluso il 31 luglio 1994 a Thurles, in Irlanda.

## Canzoni eseguite
| Canzone                          | Album                 |
| -------------------------------- | --------------------- |
| "Human Behaviour"                | Debut                 |
| "Aeroplane"                      | Debut                 |
| "Atlantic"                       | Debut (b-side)        |
| "One Day"                        | Debut                 |
| "Venus as a Boy"                 | Debut                 |
| "Come to Me"                     | Debut                 |
| "The Anchor Song"                | Debut                 |
| "Like Someone In Love"           | Debut                 |
| "Play Dead"                      | Debut (b-side)        |
| "Crying"                         | Debut                 |
| "Violently Happy"                | Debut                 |
| "There's More to Life Than This" | Debut                 |
| "Big Time Sensuality"            | Debut                 |
| "Army of Me"                     | / (inedita all'epoca) |
| "Síðasta Ég"                     | Debut (b-side)        |
| "Stígðu Mig"                     | Debut (b-side)        |
| "The Modern Things"              | / (inedita all'epoca) |
| "Moðir"                          | / (inedita)           |

## Concerti
Il tour era composto da 39 concerti in totale. Tra l'agosto e il settembre 1993 l'artista ha svolto sei concerti in Europa, di cui due a Londra, uno ad Aarhus (Danimarca) e uno a Lommel (Belgio) e altri due in Inghilterra, precisamente a Wolverhampton e Manchester.
Il tour è ripreso nel periodo novembre-dicembre 1993 con quattro tappe negli Stati Uniti (New York City, Boston, San Francisco e Los Angeles), prima di fare ritorno in Europa con le esibizioni dell'artista che hanno visto coinvolti Paesi Bassi, Francia, Belgio, Germania, Svezia, Norvegia e Inghilterra.
Nel gennaio-febbraio 1994 l'artista si è esibita per sei cinque volte in Australia e per una volta in Giappone, precisamente a Tokyo.
Il tour è continuato quindi nuovamente in Europa febbraio-luglio 1994, eccezion fatta che per una tappa a Los Angeles. In particolare i altri Paesi europei coinvolti o nuovamente coinvolti sono stati Francia, Inghilterra, Paesi Bassi, Italia (a Milano il 9 giugno 1994), Islanda, Danimarca, Scozia e Irlanda.